# Hoysala

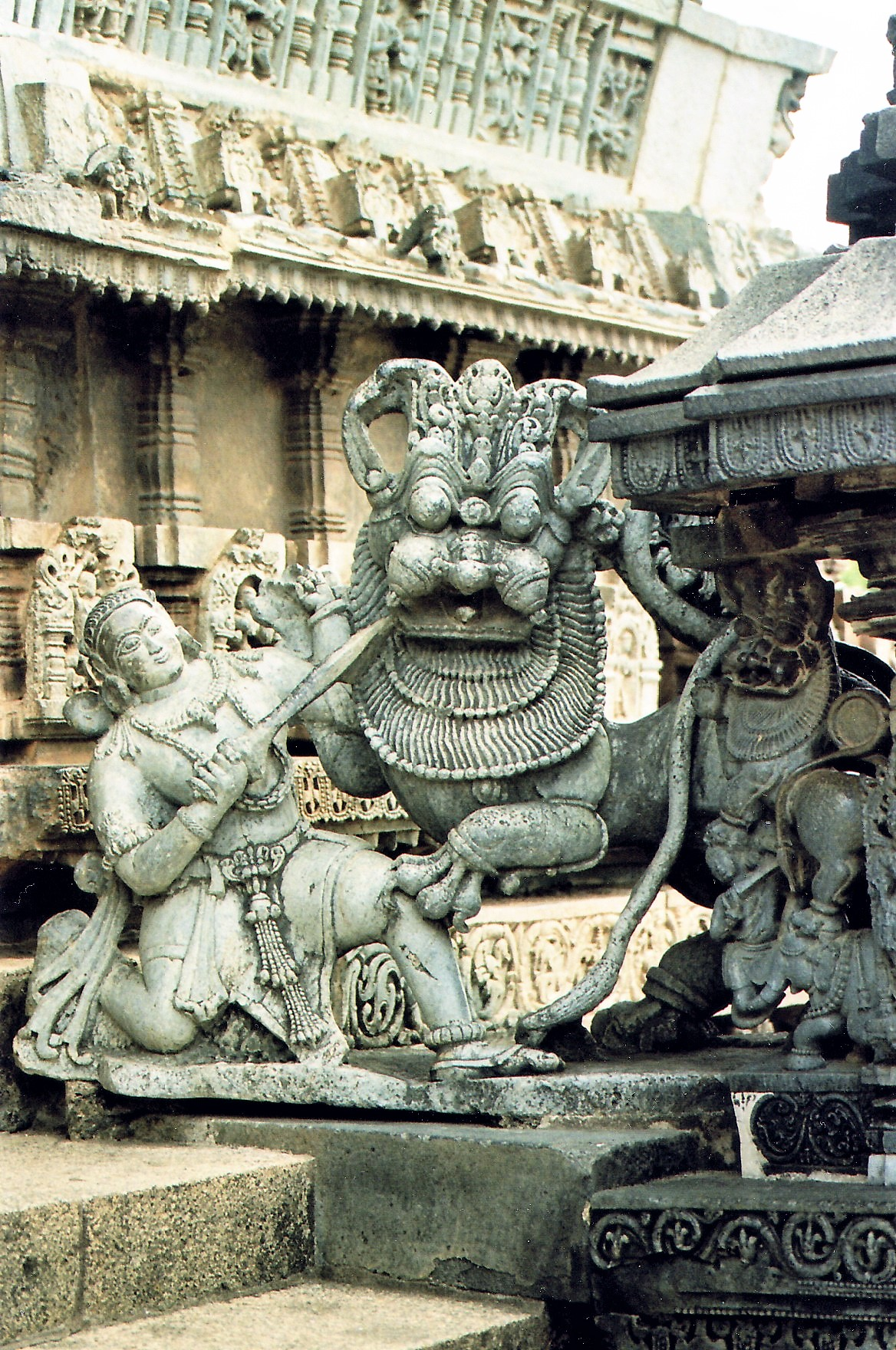
Sala combatent al tigre, el símbol de l'imperi Hoysala, a Belur (Karnataka).

Els Hoysala van ser una dinastia fundadora d'un imperi de tradició gairebé exclusivament canaresa al sud de l'Índia. Van governar la major part de l'actual estat hindú de Karnataka entre els segles x i xiv. La capital dels Hoysala era al principi Belur, però més endavant es va traslladar a Halebidu.
Els governants Hoysala provenien dels turons de Malnad, una regió dels Ghats Occidentals. Al segle xii, aprofitant la guerra entre els regnes de l'imperi Txalukya Occidental i Kalachuri, es van annexionar vastes regions de Karnataka i les fèrtils àrees al nord del Riu Kaveri en l'actual Tamil Nadu. Durant el segle xiii governaven la major part de la Karnataka actual, a més de part de Tamil Nadu i d'Andhra Pradesh, a l'altiplà del Dècan.
El temps dels Hoysala va ser un període important per al desenvolupament de l'art, l'arquitectura i la religió del sud de l'Índia. L'imperi és recordat avui sobretot pels seus temples. Al llarg de Karnataka hi ha en l'actualitat més d'un centenar de temples disseminats, entre els quals els coneguts Temple Chennakesava de Belur, el Temple Hoysaleswara de Halebidu i el Temple Chennakesava de Somanatapura. Els governants Hoysala van ser mecenes de les arts i van fomentar el conreu de la literatura en kanara i en sànscrit.

## Història

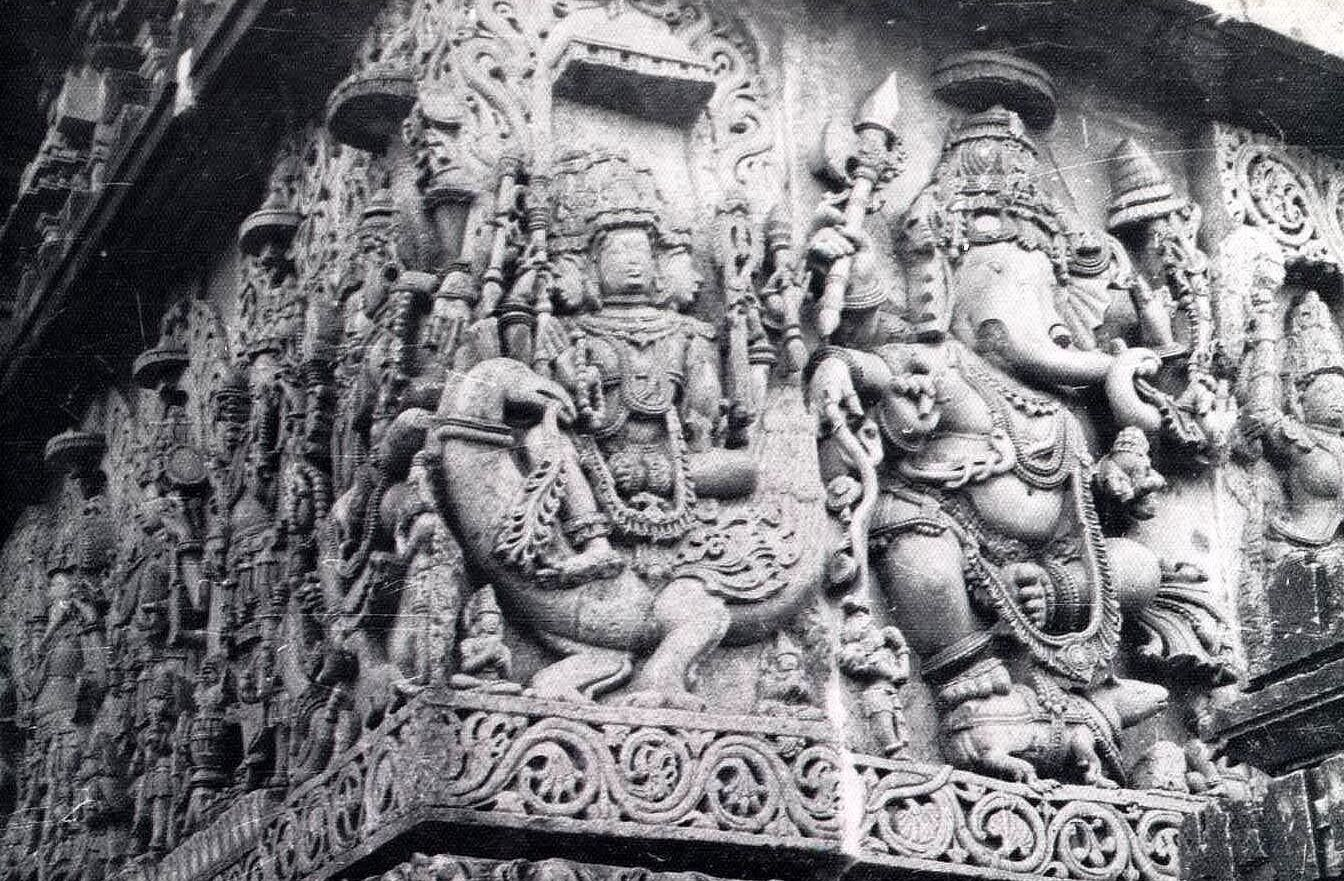
Imperi hoysala.

Segons explica la llegenda kannada un jove, Sala, animat pel seu guru jaina, va colpejar fins a donar mort a un tigre que rodava al costat del temple de la deessa Vasantika a Sosevur. En canarés antic, la paraula 'colpejar' es tradueix literalment com hoy, i d'allà el nom de hoy sala. Aquesta llegenda va aparèixer per primera vegada en la inscripció de Vishnuvardhana a Belur (1117), però les inconsistències en el relat releguen la història al món del folklore. La llegenda va aparèixer i cobrar popularitat després de la victòria del rei Vishuvardhana sobre els Chola a Talakad, ja que l'emblema dels Hoysala mostra la lluita entre Sala i el tigre, emblema dels Chola.
Algunes inscripcions primerenques, de 1078 al 1090, suggereixen que els Hoysala van descendir dels Yadava en referir-se al vamsa (clan) Yadava com a Hoysala. Però no hi ha registres que enllacin els Hoysala directament amb els Yadava del nord de l'Índia. També hi ha la possibilitat que els Hoysala descendissin de la comunitat Halumatha. Halumatha s'hauria apocopat com a Hasala, i d'allà hauria derivat a Hoysala. Els historiadors consideren els fundadors de la dinastia originaris de Malnad (a Karnataka) a partir de les nombroses inscripcions que els anomenen maleparolganda (senyors de les malepes o turons). Els reis de Hoysala portaven aquest títol amb orgull en canarès en llur signatura real i  inscripcions. Les fonts literàries de l'època en canarès (Jatakatilaka) i sànscrit (Gadya karnamrita) han confirmat que la nissaga era nadiua de Karnataka.
El primer registre de la família Hoysala data de l'any 950 i cita Arekalla com a cap, seguit per Maruga i Nripa Kama I (976). El següent sobirà, Munda (1006-1026), va ser succeït per Nripa Kama II, ostentador del títol Permanadi, que mostra una aliança ja per aquell temps amb la Dinastia Ganga Occidental. Els seus començaments van ser modestos, però en un moment donat, la dinastia Hoysala va convertir-se en un dels subordinats més poderosos de l'imperi Txalukya Occidental. Finalment, mitjançant les conquestes militars de Vishnuvardhana els Hoysala van atènyer l'estatus de regne per primera vegada. Li va arrabassar Gangavadi als Chola en 1116 i va traslladar la capital de Belur a Halebidu.
L'ambició de Vishnuvardhana de crear un imperi independent es va veure acomplerta pel seu net Vira Ballala II, que va alliberar els Hoysala de la subordinació en el període que va de 1187 a 1193. És a dir: els hoysala van començar com a subordinats dels Txalukya de l'Oest i van formar a poc a poc el seu propi imperi a Karnataka amb reis forts com ara Vishnuvardhana, Vira Ballala II i Vira Ballala III. Durant aquesta època, el Dècan va ser testimoni d'una lluita a quatre bandes per l'hegemonia entre els hoysala, pandya, kakatiya i els seuna. Vira Ballala II va derrotar els agressius pandya quan van envair el regne Chola i va assumir els títols de Chola Rayia Pratishta Acharia (Fundador del regne Chola), Dakshina Chakravarti (Emperador del Sud) i Hoysala Chakravarti (Emperador dels Hoysala). A més, segons la tradició local, va fundar la ciutat de Bangalore.
Els Hoysala van estendre els seus dominis per zones que en l'actualitat pertanyen a Tamil Nadu cap a 1225, i van fer de la ciutat de Kannanur Kuppam la capital provincial al costat de Srirangam; li atorgaren també el control de la política del sud de l'Índia, amb la qual cosa va començar el període d'hegemonia hoysala al sud del Dècan. Vira Someshwara, fill de Vira Narasimha II, va rebre el títol de mamadi (oncle) per part dels Pandya i els Chola. El regne Pandya va rebre també la influència hoysala. Cap a la fi del segle xiii, Vira Ballala III va recapturar el terreny perdut a les mans dels pandya i va expandir el seu regne de manera que va cobrir tot el territori al sud del riu Krishna. Cap a final del segle xiii, Vira Ballala III va reconquerir els territoris tamils que s'havien perdut quan la insurrecció dels Pandya i així va unificar els territoris Nord i Sud del seu regne.
A començament del segle xiv, l'altiplà del Dècan era en efervescència, ja que gran part del nord de l'Índia va quedar sota domini musulmà. Muhammad Shah I Khalji, sultà de Delhi, era determinat de conquerir el sud de l'Índia, un territori aïllat de la resta del món conegut, i va enviar al seu comandant, Malik Kafur, en una expedició al sud per espoliar la capital dels seuna, Devagiri, el 1311. L'imperi Seuna va ser subjugat pels musulmans el 1318 i la ciutat de Halebidu (també anomenada Dorasamudra o Dwarasamudra) va ser saquejada dues vegades, el 1311 i 1327.
Cap a 1336 el sultà havia conquerit els pandya de Madurai, els kakatiya de Warangal i el petit regne de Kampili. Els hoysala eren l'únic imperi hindú que resistia els invasors. Vira Ballala III es va instal·lar a Tiruvannamalai i va presentar una dura resistència a les invasions del nord i al Soldanat de Madurai al sud. Després de prop de tres dècades de resistència, Vira Ballala III va morir en el transcurs de la batalla de Madurai en 1343 i els territoris pertanyents a l'imperi Hoysala van acabar sota el govern de Harihara I de Tungabhadra. Aquest nou regne hindú va resistir les invasions del nord i prosperaria més tard fins a convertir-se en l'Imperi Vijayanagara.

## Economia

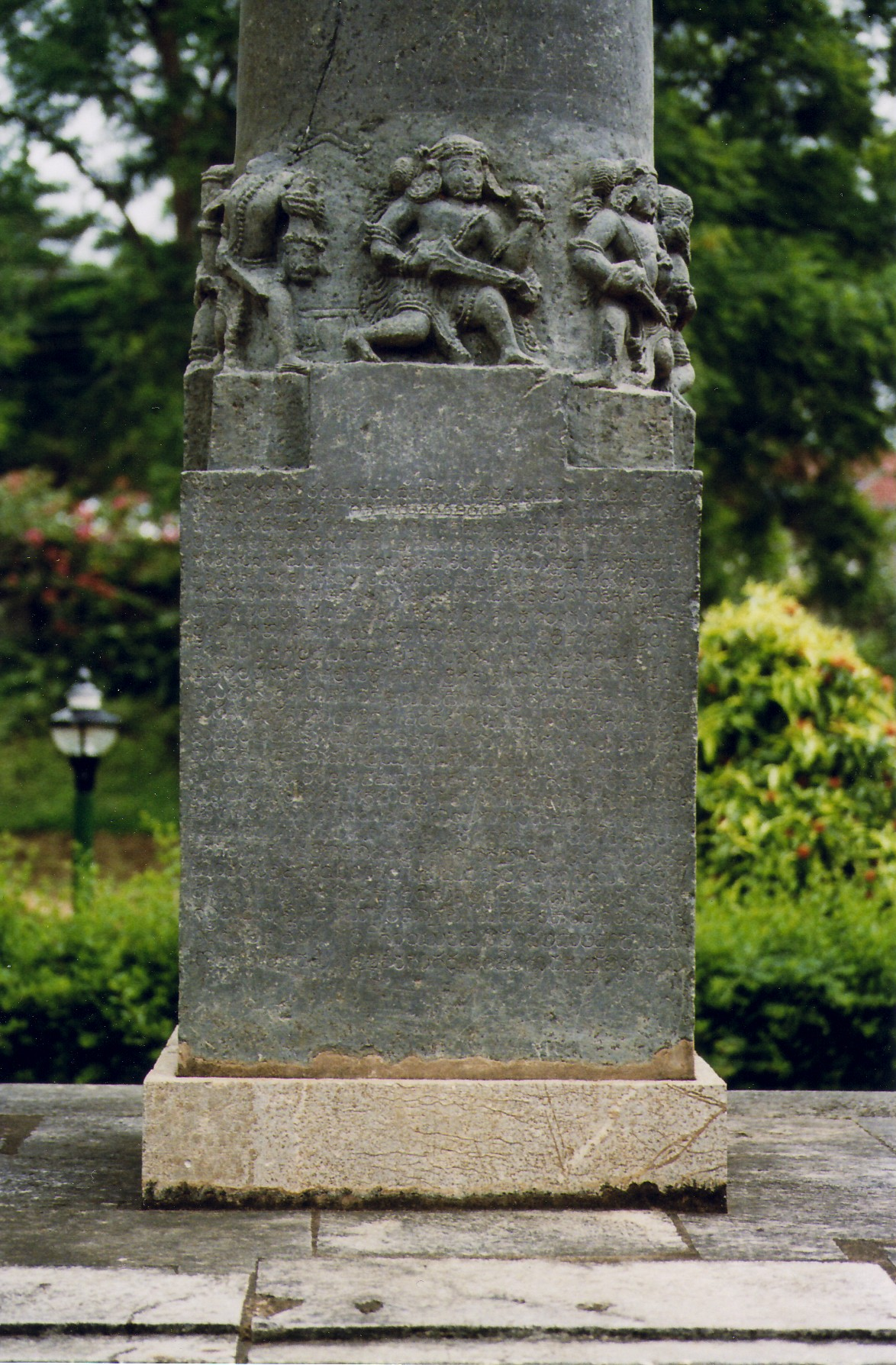
Pilar Garuda a Halebidu amb inscripció en canarés antic.

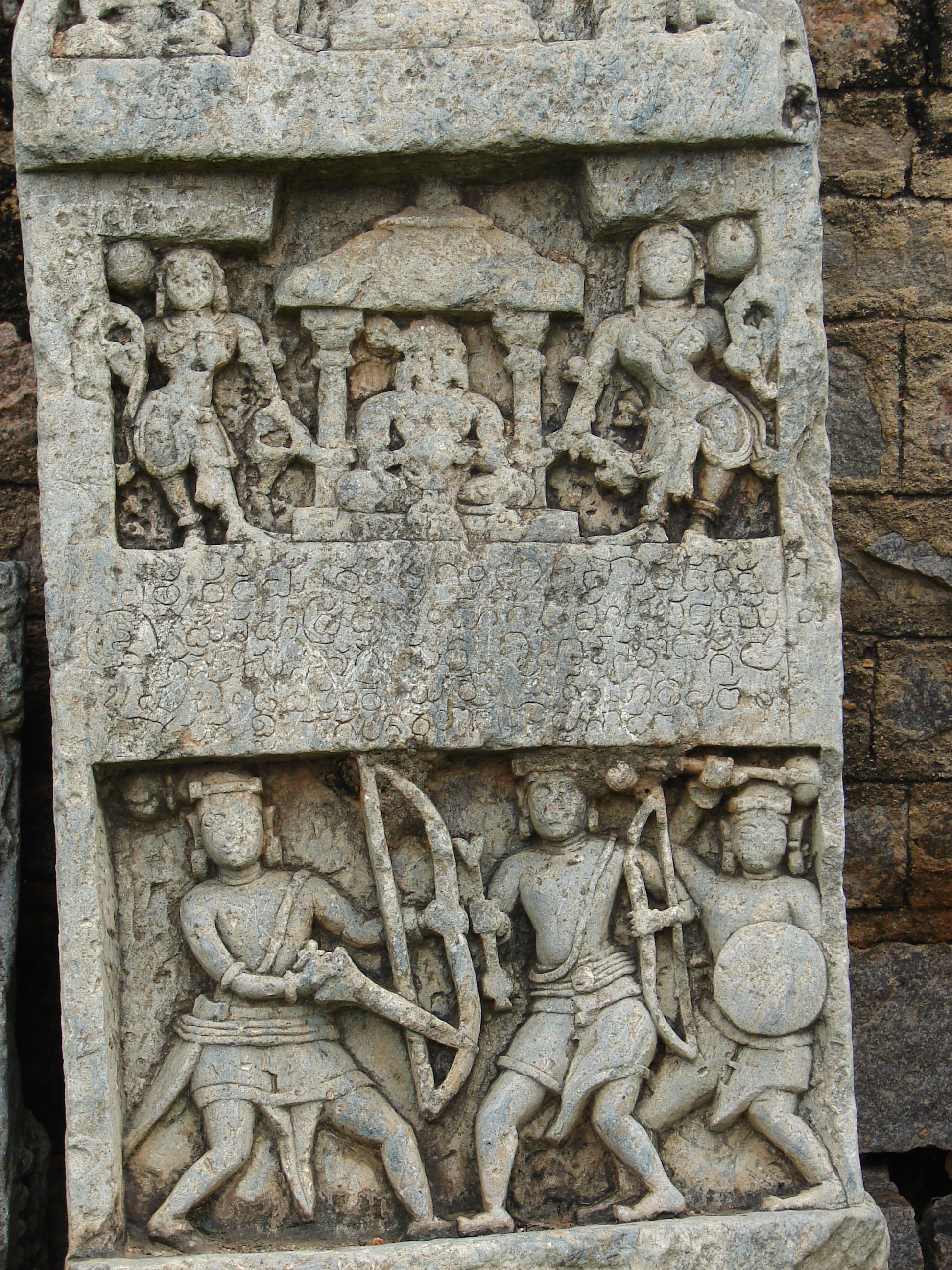
Virgal (pedra de l'heroi) amb inscripció en canarés antic, 1220 d. C. en Arasikere, Karnataka.

L'administració Hoysala es recolzava en les rendes agràries. Els reis concedien terrenys en pagament al servei dels beneficiaris, que passaven a ser terratinents que conreaven i extreien la riquesa de les seves terres. Hi havia dues categories de terratinents o gavunda, els humils o praja gavunda i els més acabalats prabhu gavunda. Les terres altes (malnad) tenien un clima temperat molt apropiat per a la ramaderia i el manteniment d'horts i espècies. L'arròs era un cultiu bàsic a les zones tropicals (bailnad). Els Hoysala recollien impostos per l'ús dels sistemes d'irrigació, com aljubs, canals, rescloses i molins, que es construïen i mantenien amb els diners dels vilatjans. Les basses (Vishnusagara Shantisagara i  Ballalarayasagara) es construïen amb fons estatals.
La importació de cavalls per al transport i per a la cavalleria militar dels regnes hindús va ser un pròsper negoci per a la Costa Oest. Els boscos produïen fustes com el tec, que s'exportava pels ports en l'àrea de l'actual Kerala. Testimonis de la dinastia xinesa Song esmenten la presència de mercaders de l'Índia en ports del sud de la Xina, la qual cosa indica un comerç actiu amb els regnes d'ultramar. El Sud de l'Índia exportava teixits, perfums, fusta de sàndal, càmfora i condiments a la Xina, Dhofar, Aden i Siraf (el port d'entrada a Egipte, l'Aràbia i Pèrsia). Amb l'apogeu de la construcció de temples, els arquitectes (vishwakarmas), escultors, picapedrers, orfebres i altres treballadors qualificats van viure una època de prosperitat.

L'asamblea de cada poble era la responsable de recollir els impostos del govern. Els impostos de la terra s'anomenaven siddhaya i incloïen les taxes originals (kula) més diversos càrrecs addicionals. També es cobraven impostos a les diferents professions, en els casaments, al transport de béns i als animals domèstics. Els impostos als béns (or, pedres precioses, perfums, fusta de sàndal, cordes, fil, habitatges, botigues, premses de canyes de sucre, etc.) així com a la producció (pebre negre, nous d'areca, arròs, espècies, palmes, cocos, sucre) es registraven mitjançant una sèrie de procediments burocràtics a cada llogarret. L'assemblea local podia establir impostos especials per a propòsits específics com ara la construcció de basses.

## Administració
En l'administració, l'imperi Hoysala va seguir l'exemple dels seus predecessors en la creació d'un organigrama de comandament per a cada administració, l'estructura de governs locals i la divisió del territori. Les fonts mostren els noms dels molts alts càrrecs que depenien directament del Rei. Els ministres més veterans rebien el nom de Panchapradhanes, els ministres responsables dels assumptes estrangers s'anomenaven Sandhivigrahi i el tresorer principal Mahabhandari o Hiranyabhandari. Els Dandanayakes eren a càrrec dels exèrcits i l'òrgan superior de justícia era el Dharmadhikari.
El regne estava dividit en províncies, anomenades Nadu, Vishaya, Kampana i Desha, en ordre decreixent de grandària. Cada província tenia un òrgan local de govern que consitía en un ministre (Mahapradhana) i un tresorer (Bhandari) que responia davant del governador provincial (Dandanayaka). Sota el seu comandament hi havia els heggaddes i gavundes, que contractaven i supervisaven els camperols. Els clans subordinats, com els Alupa van continuar governant els seus territoris respectius, seguint les polítiques establertes per l'imperi.
Una elit de guardaespatlles ben entrenada (garudes) protegia els membres de la família reial. Els garudes seguien de prop, encara que inadvertidament, el seu senyor, i la seva lleialtat era tan gran que se suïcidaven després de la mort d'aquest. Els herois de pedra (virgal) erigits en memòria dels garudes s'anomenen pilars garuda. El pilar garuda del temple Hoysaleswara es va erigir en honor de Kuvara Lakshma, ministre i guardaespatlles del rei Vira Ballala II.
Les monedes del rei Vishnuvardhana tenien inscrites les llegendes Nolambavadigonda (Victoriós en Nolambavadi), Talakadugonda (Victoriós en Talakad), Maleparolganda (Cap dels Malepes) i malapavira (Valent malepa) en kanara. La moneda d'or s'anomenava honnu o gadyana i pesava 62 grams d'or. Es dividien en pana o hana, unitats que valien una desena part del honnu. Aquestes, al seu torn, se subdividien en haga, equivalents a una quarta part del pana, i la divisió més petita s'anomenava visa, una quarta part de haga. Hi havia altres monedes, anomenades bele i kani. Els termes hana i bele es fan encara servir en el canarés modern i signifiquen «diners» i «cost», respectivament.

## Societat

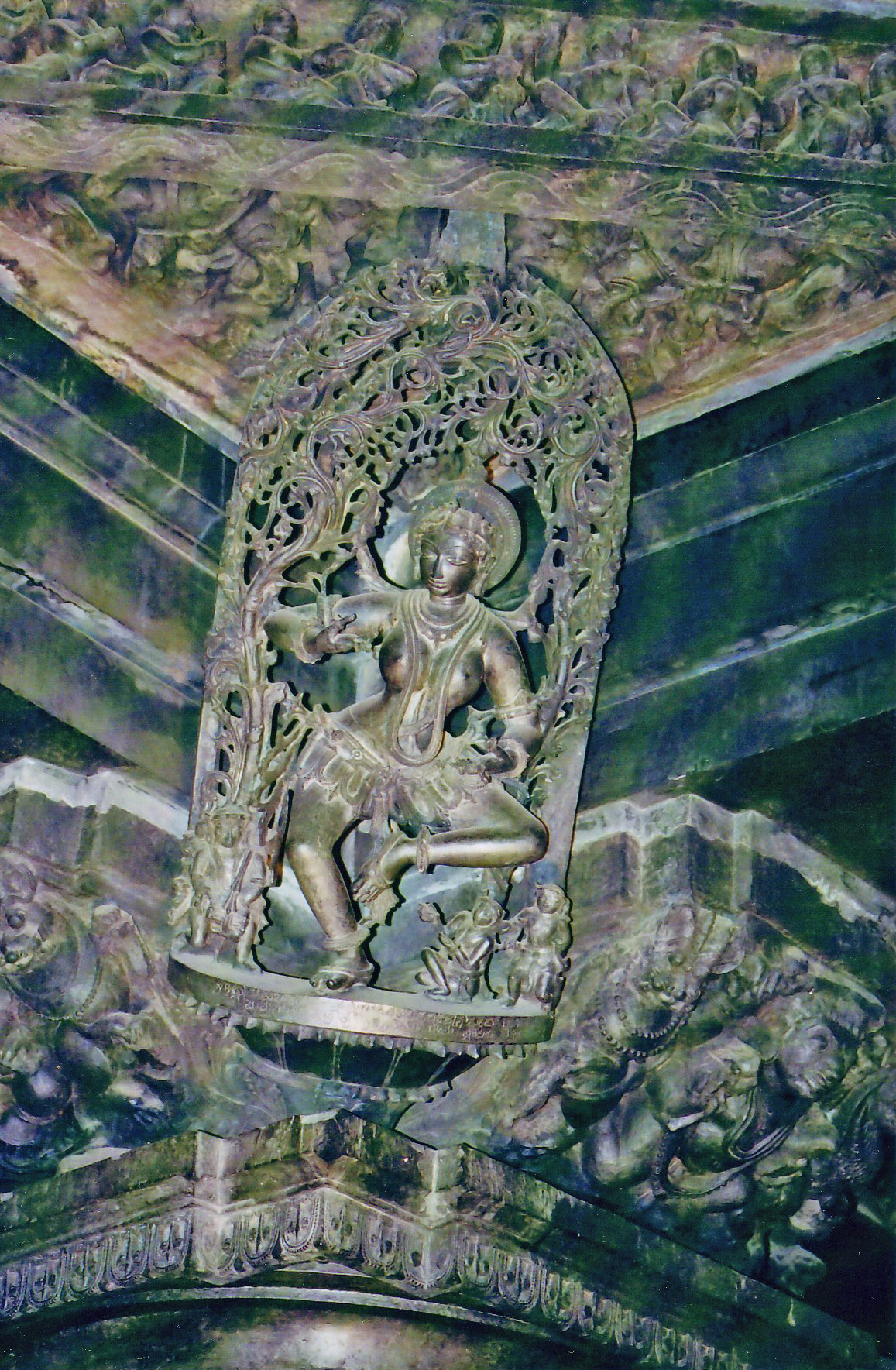
Ballarina (madanika), any 1117, a Belur

La societat Hoysala era un reflex dels moviments culturals, religiosos i polítics que començaven a sorgir en aquella època. Durant aquest període la societat canaresa va iniciar un moviment de modernització. La situació de les dones podia ser molt variada. Les dones de la família reial podien tenir responsabilitats administratives, com ens expliquen algunes fonts que parlen del treball que va realitzar la reina Umadevi a Halebidu en absència de Vira Ballala II, quan aquest es va dirigir al nord per dur a terme diverses campanyes militars. També es va enfrontar amb èxit a alguns nobles rebels. Alguns registres parlen de la participació de les dones al món de l'art. Se sap de l'habilitat de la reina Shantala Devi per al ball i la música, i es coneix molt bé la filiació de la poetessa Vachana i de la mística Akka Mahadevi al moviment bhakti. Les devadasi (ballarines dels temples) treballaven en una professió molt comuna, i havien rebut bona educació i gust per les arts. Això els donava més llibertat que a altres dones del món rural o fins i tot de les ciutats, que veien la seva vida reduïda al compliment de tasques més rutinàries. La pràctica voluntària del sati era molt habitual i la prostitució era socialment ben vista. Així mateix, el sistema de castes estava present, com en gairebé tota l'Índia.
El comerç a les costes occidentals va atreure immigrants de diferents orígens, incloent-hi àrabs, jueus, perses, xinesos i malais. Les migracions internes, a mesura que l'imperi es va anar expandint, va fer que la tradició local es veiés influïda per altres cultures locals. Al sud de l'Índia els pobles rebien el nom de pattana o pattanam. El mercat era denominat nagara o nagaram, i era el nucli central de la localitat. Alguns pobles, com Shravanabelagola, van començar sent amb prou feines un assentament religiós durant el segle vii i es van desenvolupar fins a convertir-se en importants centres de comerç al segle xii gràcies a l'arribada de mercaders pròspers, mentre que un lloc com Belur es va transformar en un lloc majestuós quan el rei Vishnuvardana hi va erigir el temple Chennakesava. Els temples més grossos, els subvencionats pel rei, servien com centres d'activitats religioses, socials i judicials, i aquestes obres asseguraven al rei el títol de «Déu a la Terra».
La construcció de temples tenia un propòsit comercial més enllà del purament religiós i no es limitava a cap corrent hindú en particular. Els mercaders xives d'Halebidu van finançar la construcció del temple Hoysaleswara per competir amb el temple Chennakesava de Bellur, fent així de Halebidu una ciutat igual d'important. Els temples Hoysala, tanmateix, eren seculars, és a dir, admetien la presència de pelegrins de qualsevol confessió hindú, amb l'excepció del temple Kesava de Somanathapura, que era exclusivament vaishnava. Els temples que erigien els terratinents en els ambients rurals cobrien les necessitats religioses, fiscals, polítiques i culturals de les comunitats agràries. Però, de forma independent als qui els finançaven, els temples proporcionarien treball a professionals agrupats en gremis, que ajudarien al desenvolupament de la comunitat quan, amb el temps, els temples comencessin a assemblar-se a rics monestirs budistes.